# Charinus aguayoi
Charinus aguayoi (лат.) — вид паукообразных семейства Charinidae из отряда фринов (Amblypygi). Назван в честь кубинского зоолога Dr Carlos Guillermo Aguayo.

## Распространение
Северная Америка: Пуэрто-Рико. Найдены под камнями и внутри пещеры в тропическом лесу.

## Описание
Этот вид отличается от других карибских и центральноамериканских представителей рода Charinus по следующей комбинации признаков: по его тёмной окраске, вторичному половому диморфизму, то есть его самцы обладают гораздо более длинными сегментами педипальпы, чем самки. По сравнению с другими видами, у которых голень I ноги состоит из 21–23 частей, а лапка I ноги состоит из 33 частей, C. aguayoi отличается от Charinus dominicanus, Charinus muchmorei и Charinus wanlessi наличием срединных глазков. Онтогенетическая разница очевидна в размере средних глаз, которые у взрослых намного меньше, чем у незрелых особей. Боковые глаза расположены от латерального края карапакса по крайней мере на расстоянии в три раза больше диаметра одного оцеллия, с щетинкой позади латеральной глазной триады. Вертлуг педипальп с двумя вентральными шипами (спинной шип отсутствует); голень педипальпы с двумя спинными и одним брюшным шипами; вентральный шип на голени педипальпы расположен дистально.